# Glenn Hauser
Glenn Hauser (nacido el 12 de abril de 1945 en Berkeley, California, Estados Unidos de América) es un diexista y locutor de radio internacionalmente conocido. Produce el programa radial World Of Radio, el cual se puede escuchar en varias emisoras AM y FM no comerciales a través de los Estados Unidos. También se puede escuchar internacionalmente en algunas emisoras de onda corta. Su carrera como locutor comenzó en Radio Canadá Internacional a fines de la década de 1970, llevando a muchos a creer que él era en realidad un ciudadano canadiense.
World Of Radio debutó en 1980 a través de la emisora WUOT-FM de la ciudad de Knoxville, Tennessee, para comenzar en la onda corta dos años después. El programa consiste en Hauser leyendo noticias relacionadas con la radio mundial con un monótono tono de voz. El programa cubre principalmente la onda corta, pero hay también noticias de otras bandas. La mayoría de los titulares son provistos por diversas publicaciones sobre radioafición.
Hauser produjo Mundo Radial, la versión en español de World Of Radio y también colaboró con sus informes DX para Radio Nederland en el programa Radio Enlace. En diciembre de 2007 finaliza Radio Enlace y por lo tanto los reportes de Glenn, quien anuncia en su página que también decide poner fin a Mundo Radial.